# Bow Wow
Bow Wow, tidigare Lil' Bow Wow, artistnamn för Shad Gregory Moss, född 9 mars 1987 i Columbus, Ohio, är en amerikansk rappare och skådespelare.
Bow Wow föddes i Columbus av Teresa Caldwell och Alfonso Moss. Vid tre års ålder blev Bow Wow intresserad av musik. När han var fem år inledde han sin karriär inom rap under namnet "Kid Gangsta". Vid sex års ålder var han ett stort fan av gruppen N.W.A. Ett år senare, 1993, uppträdde han på "The Chronic Tour" i Columbus. Rapparna Snoop Dogg och Dr. Dre lade märke till den unga artisten och gav honom scennamnet Lil' Bow Wow. Dr. Dre hyrde honom som en inledande akt och skrev honom på Death Row Records. Bow Wow medverkade senare i en av Snoop Doggs sketcher.
När Bow Wow var 11 år gammal, 1998, blev han presenterad för skivproducenten Jermaine Dupri som fick fart på hans karriär. Redan år 2000 kom han ut med sitt debutalbum Beware of Dog, vilket innehöll singlarna "Ghetto Girls" och "Puppy Love". Bow Wow och Omarion har gjort många låtar och shower tillsammans, till exempel "Let me hold you", och uppträtt tillsammans på Scream 4 tour. Bow Wow har nu ett eget skivbolag vid namn LBW entertainment. Han är nu skriven på Birdman's skivbolag cashmoney records.

## Diskografi

### Album
- 2000 - Beware of Dog
- 2001 - Doggy Bag
- 2003 - Unleashed
- 2005 - Wanted
- 2006 - The Price of Fame
- 2007 - Face Off (med Omarion)
- 2009 - New Jack City II
- 2011 - Underrated

### Singlar
- 2000: Bounce With Me (Xscape)
- 2000: Bow Wow (That's My Name) (Snoop Dogg)
- 2001: Puppy Love (feat. Jagged Edge)
- 2001: Ghetto Girls
- 2002: "Thank You" (feat. Jagged Edge & Fundisha)
- 2002: "Take Ya Home" (feat. The Cheetah Girls)
- 2002: "Basketball" (feat. Fabolous, Fundisha & Jermaine Dupri)
- 2003: "Let's Get Down" (feat. Birdman)
- 2003: "My Baby" (feat. Jagged Edge)
- 2005: "Let Me Hold You" (feat. Omarion)
- 2005: "Like You" (feat. Ciara)
- 2005: "Fresh Azimiz" (feat. J-Kwon & Jermaine Dupri)
- 2006: "Shortie Like Mine" (feat. Chris Brown)
- 2006: "R.Kelly (feat Bow wow) - Im'a flirt.
- 2007: "Outta My System" (feat. T-Pain)
- 2007: "Girlfriend With Omarion
- 2007: "Hey Baby With Omarion
- 2008: "Stunt When I See U" (feat. Lil' Wayne & DJ Khaled)
- 2008: "Pole in My Basement"
- 2008: Marco Polo feat. Soulja Boy)
- 2008: "Roc the Mic" feat. Jermaine Dupri
- 2009: You Can Get It All feat. Johntá Austin
- 2010: " Be Strong " feat. Slow-Weezy
- 2010: feat. Roscoe Dash
- 2010: "Aint Thinkin Bout You" feat. Chris Brown
- 2010: "For My Hood" feat. Sean Kingston

## Filmografi (urval)
- 2002 – De magiska skorna (som Calvin Cambridge)
- 2004 – Johnson Family Vacation (som D.J. Johnson)
- 2005 – Roll Bounce (som Xavier "X")
- 2006 – The Fast and the Furious: Tokyo Drift (som Twinkie)
- 2009 – Entourage (TV-serie) (som Charlie Williams)
- 2010 – Lottery Ticket (som Kevin Carson)
- 2013 – Scary Movie 5 (som Eric)
- 2015 – Entourage (TV-serie) (som Charlie Williams)
- 2015 – CSI: Cyber (TV-serie) (som Brody Nelson)